# YUBA liga 1976-1977
La YUBA liga 1976-1977 è stata la 33ª edizione del massimo campionato jugoslavo di pallacanestro maschile. La vittoria finale è stata ad appannaggio della Jugoplastika Spalato.

## Regular season
|     | Squadra               | G  | V  | P  | PF    | PS    | Pt. | Qualificazione |
| --- | --------------------- | -- | -- | -- | ----- | ----- | --- | -------------- |
| 1.  | Jugoplastika Spalato  | 26 | 23 | 3  | 2.647 | 2.253 | 46  |                |
| 2.  | Bosna Sarajevo        | 26 | 23 | 3  | 2.549 | 2.257 | 46  |                |
| 3.  | Partizan Belgrado     | 26 | 22 | 4  | 2.649 | 2.456 | 44  |                |
| 4.  | Cibona Zagabria       | 26 | 16 | 10 | 2.193 | 2.186 | 32  |                |
| 5.  | Beko Belgrado         | 26 | 15 | 11 | 2.478 | 2.451 | 30  |                |
| 6.  | Stella Rossa Belgrado | 26 | 15 | 11 | 2.416 | 2.267 | 30  |                |
| 7.  | Radnički Belgrado     | 26 | 13 | 13 | 2.401 | 2.287 | 26  |                |
| 8.  | Kvarner Rijeka        | 26 | 12 | 14 | 2.688 | 2.697 | 24  |                |
| 9.  | Metalac Valjevo       | 26 | 11 | 15 | 2.199 | 2.382 | 22  |                |
| 10. | Brest Lubiana         | 26 | 9  | 17 | 2.445 | 2.403 | 18  |                |
| 11. | Zadar                 | 26 | 9  | 17 | 2.219 | 2.309 | 18  |                |
| 12. | Rabotnički Skopje     | 26 | 8  | 18 | 2.268 | 2.533 | 16  |                |
| 13. | Industromontaža       | 26 | 5  | 21 | 2.152 | 2.394 | 10  | retrocesse     |
| 14. | Igman Ilidža          | 26 | 1  | 25 | 1.911 | 2.340 | 2   | retrocesse     |

### Spareggio
| Squadra 1            | Risultato | Squadra 2      |
| -------------------- | --------- | -------------- |
| Jugoplastika Spalato | 98 - 96   | Bosna Sarajevo |

| YUBA liga 1976-1977            |
| ------------------------------ |
| Jugoplastika Spalato 2º titolo |

## Formazione vincitrice
| N° | Naz.                  | Ruolo | Sportivo          |  | Alt. |  |
| -- | --------------------- | ----- | ----------------- |  | ---- |  |
|    | Jugoslavia (bandiera) |       | Mlađan Tudor      |  |      |  |
|    | Jugoslavia (bandiera) |       | Predrag Kruščić   |  |      |  |
|    | Jugoslavia (bandiera) | C     | Željko Jerkov     |  | 208  |  |
|    | Jugoslavia (bandiera) |       | Slobodan Bjelajac |  |      |  |
|    | Jugoslavia (bandiera) |       | Branko Macura     |  |      |  |
|    | Jugoslavia (bandiera) | P     | Ratomir Tvrdić    |  | 185  |  |
|    | Jugoslavia (bandiera) |       | Ivica Dukan       |  |      |  |
|    | Jugoslavia (bandiera) | A     | Damir Šolman      |  | 200  |  |
|    | Jugoslavia (bandiera) | A     | Duje Krstulović   |  | 203  |  |
|    | Jugoslavia (bandiera) |       | Mirko Grgin       |  |      |  |
|    | Jugoslavia (bandiera) |       | Mihajlo Manović   |  |      |  |
|    | Jugoslavia (bandiera) |       | Mladen Bratić     |  |      |  |
|    | Jugoslavia (bandiera) | A     | Ivan Sunara       |  | 203  |  |
|    | Jugoslavia (bandiera) |       | Deni Kuvačić      |  |      |  |
|    | Jugoslavia (bandiera) | All.  | Petar Skansi      |  |      |  |